# Commodore 1350/1351

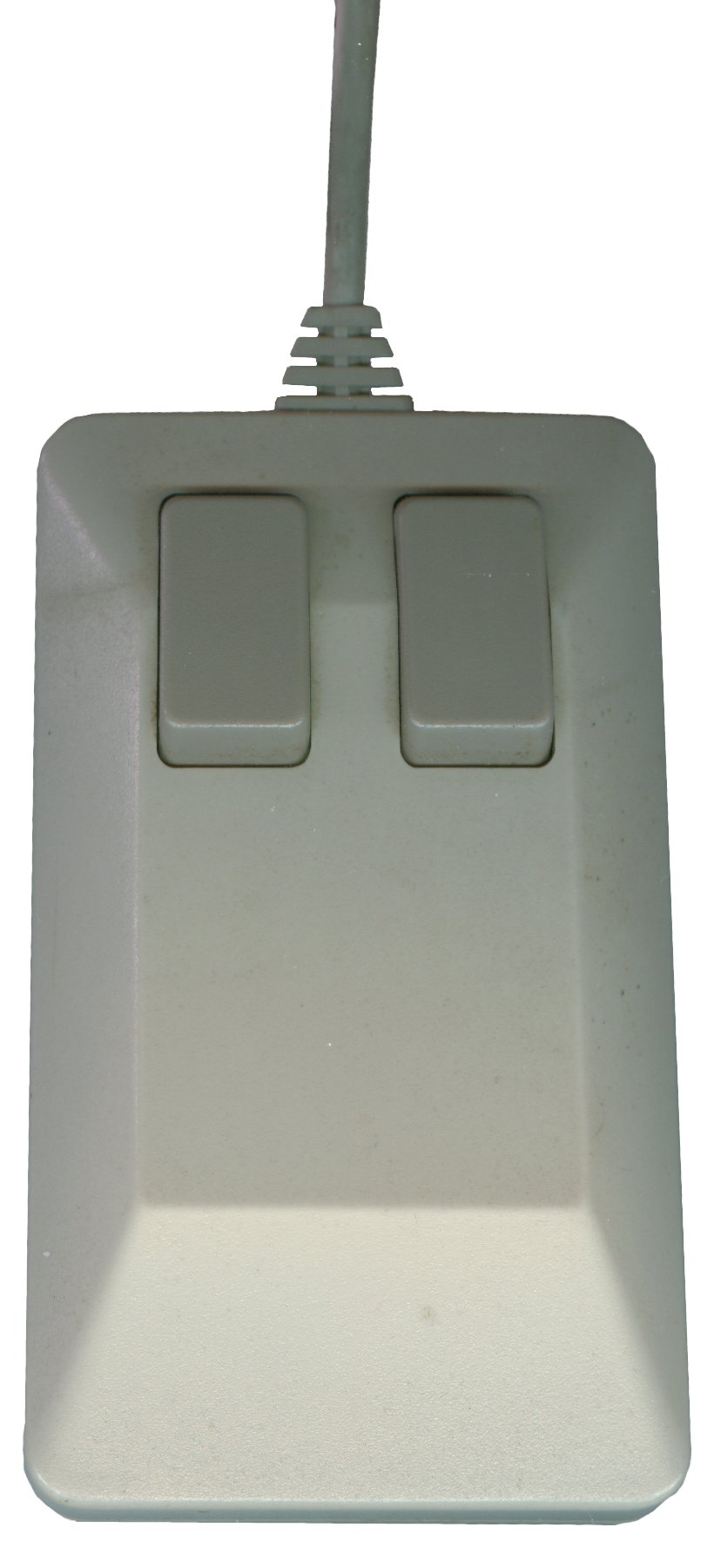
Commodore-Maus, Modell 1350 oder 1351 (identische Gehäuseform)

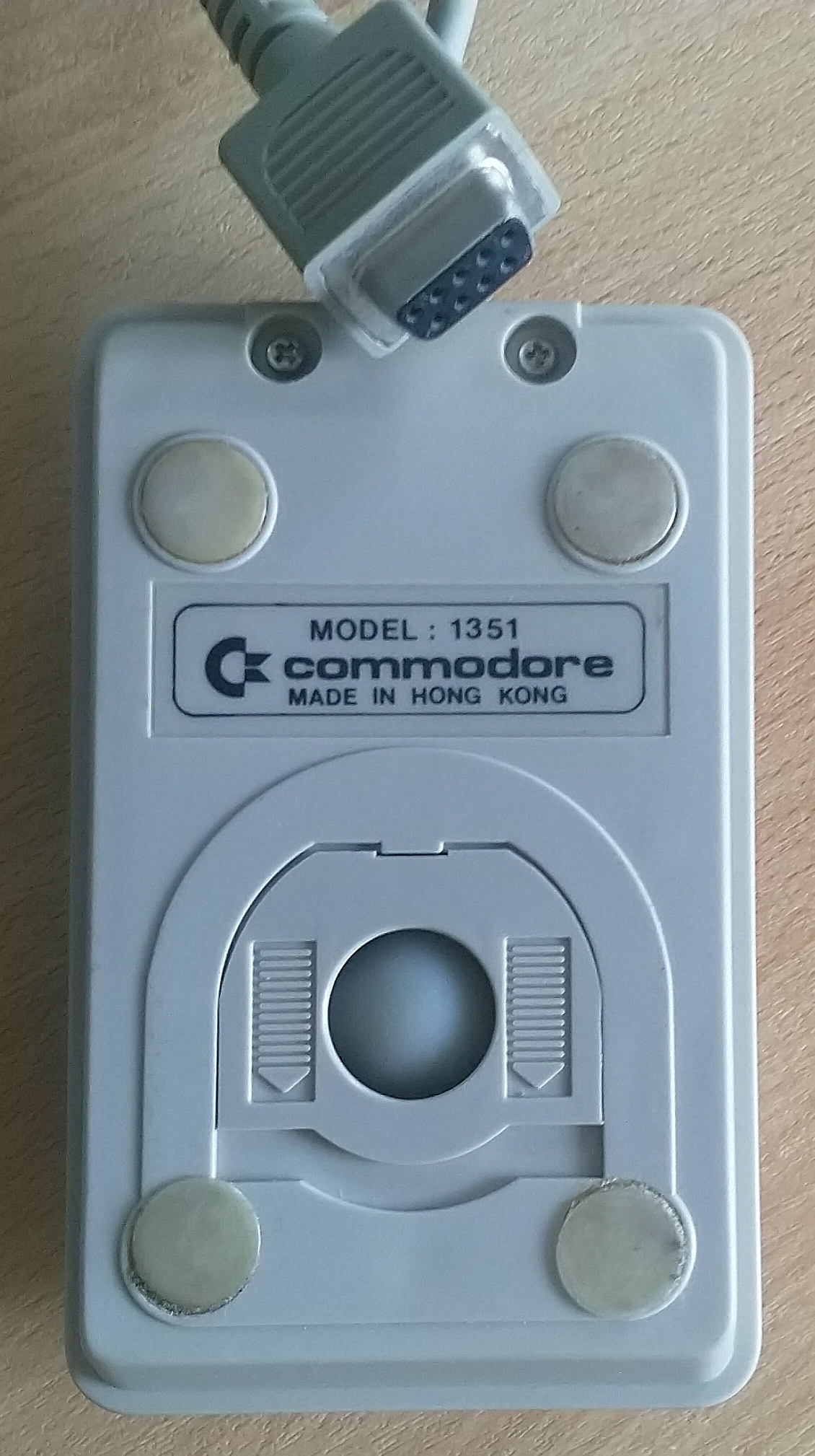
Unterseite einer Commodore 1351

Die Modelle 1350 und 1351 sind Computermäuse von Commodore für den C64 und den C128, die in den Jahren 1986 und 1987 auf den Markt kamen. Da bei der Markteinführung des C64 im Jahr 1982 Computermäuse noch nicht üblich waren, mussten nachträglich Methoden entwickelt werden, diese dennoch benutzbar zu machen, indem die Mäuse sich elektrisch wie eines der vorgesehenen Eingabegeräte verhielten („Joystickmaus“), worin ihre technische Besonderheit liegt.

## Vorgeschichte
Die ersten Mäuse für den C64 stammten nicht von Commodore selber, sondern von Fremdherstellern. Sie wurden in Deutschland ab Anfang 1986 von Rushware und NCE (Nordphon Computer Electronic) vertrieben. Es handelte sich um sogenannte Joystickmäuse. Bei diesem Maustyp werden die Mausbewegungen in Signale eines digitalen Joysticks umgewandelt. Damit sind nur einfache horizontale, vertikale und 45°-diagonale Bewegungen möglich und das Programm kann auch nicht erkennen, wie schnell die Maus bewegt wird. Dafür kann die Maus aber mit allen auf Joystick-Steuerung ausgelegten Programmen verwendet werden. Die NCE-Maus bot neben dem Joystickmodus auch bereits einen eigenen, präziseren Mausmodus, der mit einem mitgelieferten Grafikprogramm genutzt werden konnte.

## Modell 1350
Auch das Commodore-Modell 1350, das in Deutschland ab Mitte August 1986 erhältlich war, war eine reine Joystickmaus. Sie basierte, wie auch die damals erhältlichen Modelle anderer Hersteller mit Ausnahme der Rushware-Maus, auf einem OEM-Produkt von Mitsumi. Das 64’er-Magazin schrieb, dass „noch Wünsche nach präziser und schneller Bewegungsführung“ offen blieben.

## Modell 1351
Diese Maus, in Deutschland erhältlich ungefähr ab Juni 1987,  verfügt ebenso wie ihre Vorgängerin über den Joystick-Modus, der durch Festhalten der rechten Maustaste während des Einschaltens des Computers aktiviert wird. Ihre Standardbetriebsart ist aber der Proportionalmodus, in dem alle Vorteile einer Maus verfügbar sind (u. a. zwei einzeln abfragbare Maustasten und Erkennung von Bewegungsrichtung und Bewegungsgeschwindigkeit). Die Datenübertragung erfolgt über die zwei A/D-Wandler des Soundchips SID, die ursprünglich für die Abfrage von Paddles vorgesehen waren. Allerdings kann dieser Modus nur unter relativ wenigen, speziell dafür ausgelegten Programmen verwendet werden. Später legte Commodore der 1351 eine Diskette mit Programmen rund um die Maus bei. Vor allem wurde die Maus von Benutzern des grafischen Betriebssystems GEOS verwendet.

## Vergleich zu Mäusen für PC und Amiga

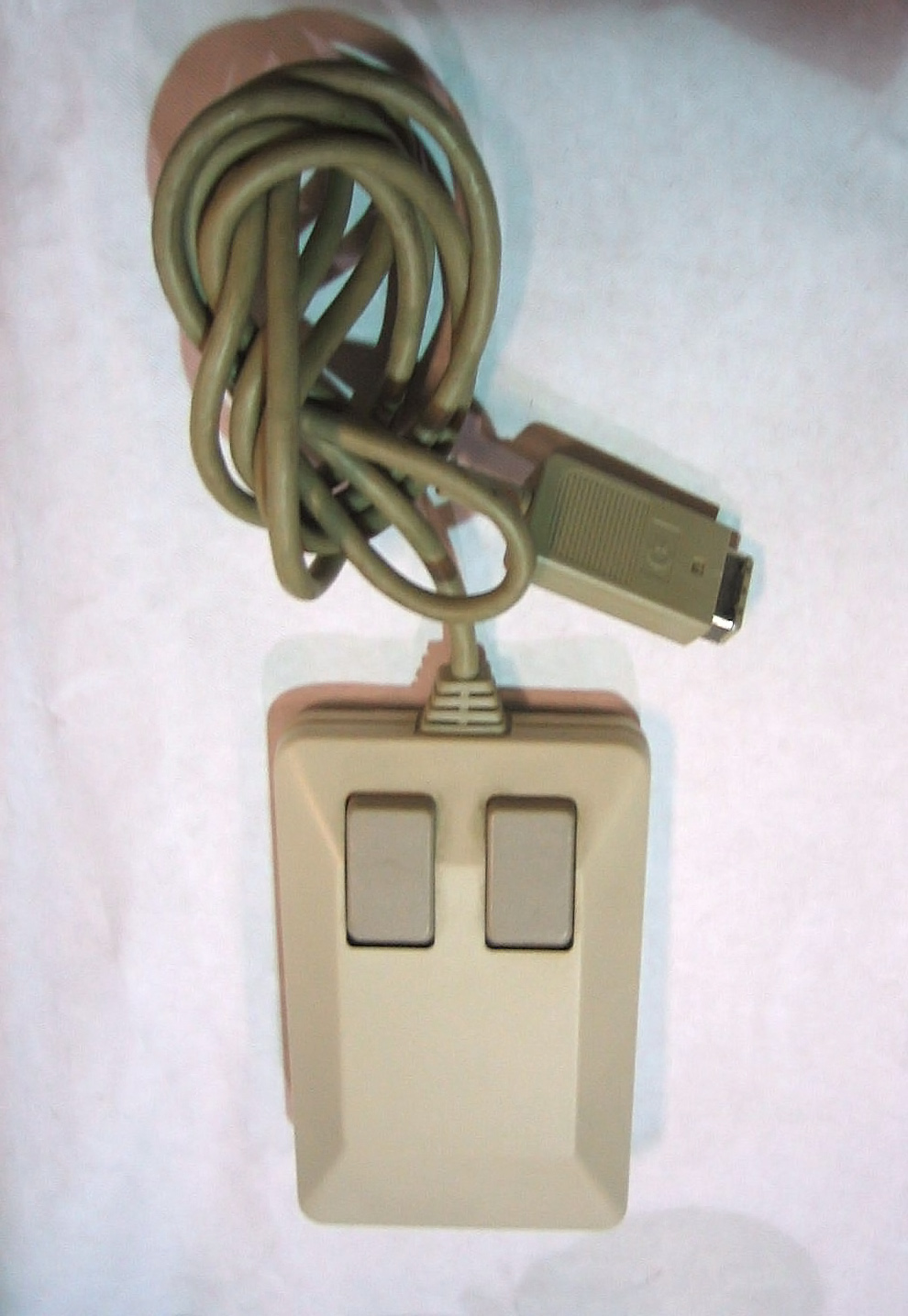
Commodore-Amiga-Maus

Trotz des gleich aussehenden Steckers kann eine Commodore-Maus nicht am seriellen Anschluss eines PCs betrieben werden, die höheren Spannungen (±12 V gegenüber 0 V/5 V) am PC-Anschluss würden sie wahrscheinlich sogar zerstören. Auch mit den Commodore-Amiga-Rechnern ist dieser Maustyp nicht kompatibel (die 1350 kann aber am Joystickanschluss eines Amiga angeschlossen werden und erfüllt dann die Funktionen eines Joysticks).
Die abgebildete Gehäuseausführung ist von Commodore seit Einführung des Amiga lange weiterbenutzt worden, die ersten Maus-Gehäuseformen für Amigas sind äußerlich identisch. Unterscheiden lassen sich Mäuse für C64/C128 und Amiga einerseits am Bodenaufkleber. Dort findet sich in der C64-/C128-Version die Seriennummer XQO... (Modell 1350) oder die Modellbezeichnung 1351. Weiterhin ist die Form des Steckers eine andere, wohingegen der Anschluss selbst identisch ist. Trotzdem ist die Amiga-Maus nicht voll kompatibel mit den Modellen für den C64/C128. Sie wurde in verschiedenen Ausführungen gebaut, die am C64 unter Umständen als Joystickmaus wie eine 1350, in anderen Ausführungen aber nur als Proportionalmaus mit dafür konzipierter Software oder (ohne Umbauten) gar nicht genutzt werden konnten.